# Dolmen d’Amenon

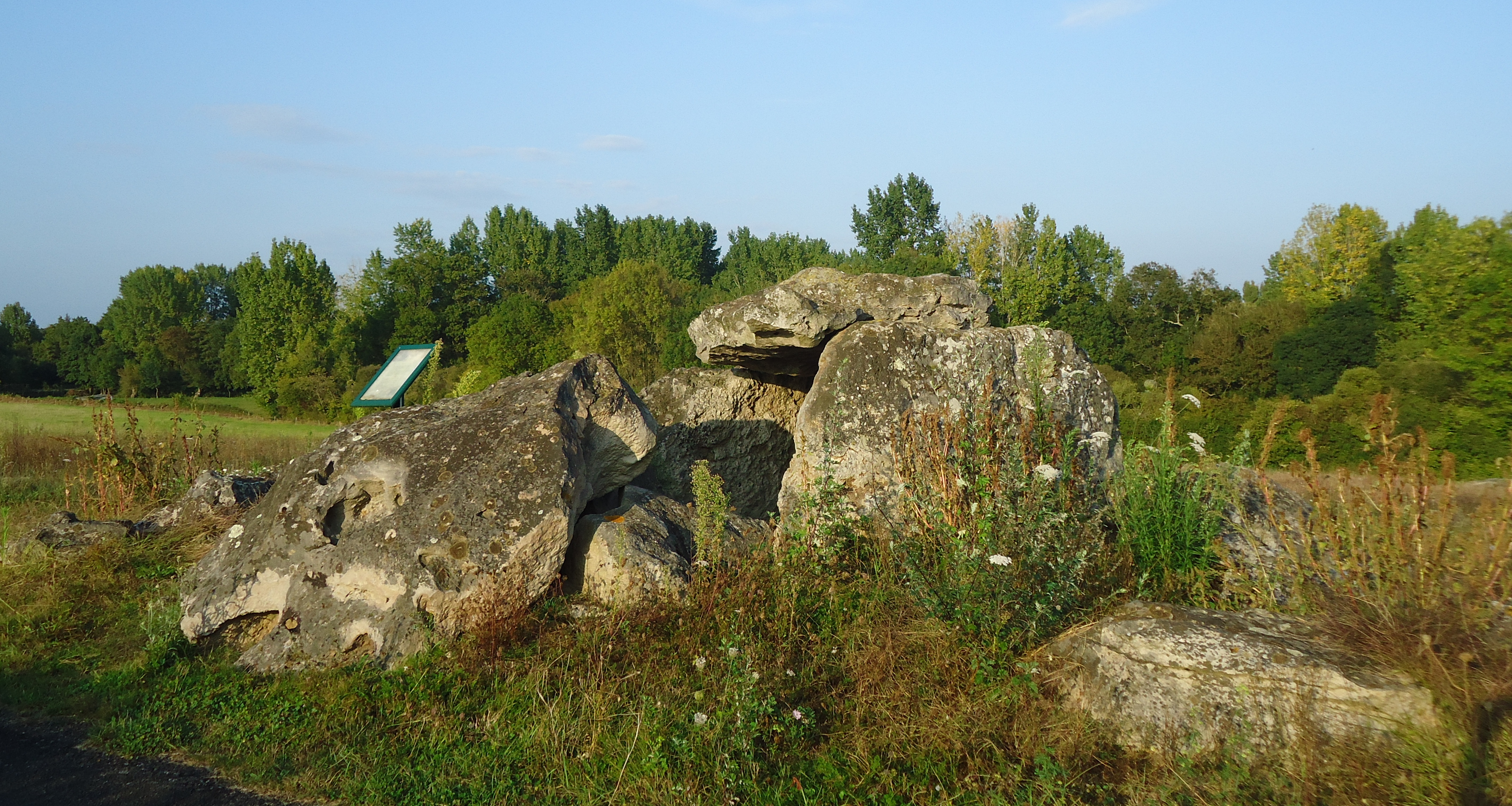
Dolmen d’Amenon

Schema eines Galeriegrabes (franz. Allée couverte)

Der Dolmen d’Amenon (auch Allée couverte d’Amenon genannt) liegt an der Zufahrt zu einem Bauernhof, nördlich der Straße D141 und südlich des Flusses Loir, nordwestlich von Saint-Germain-d’Arcé, bei La Flèche im Département Sarthe in Frankreich. Dolmen ist in Frankreich der Oberbegriff für neolithische Megalithanlagen aller Art (siehe: Französische Nomenklatur).
Es handelt sich um die Überreste einer Allée couverte, also eines Galeriegrabes, vom Typ angevin. Wie viele Dolmen wurde auch der Dolmen d’Amenon in der Vergangenheit beim Straßenbau zerstört. Die Reste bestehen aus einem einzigen Deckstein auf zwei etwa 1,5 Meter voneinander entfernten Tragsteinen, umgeben von vielen regellos verteilten Steinen. Er wurde in den 1970er Jahren ausgegraben und ist seit 1976 als Monument historique geschützt.